# Glycyrrhiza lepidota
Glycyrrhiza lepidota är en ärtväxtart som beskrevs av Frederick Traugott Pursh. Glycyrrhiza lepidota ingår i släktet Glycyrrhiza och familjen ärtväxter.

## Underarter
Arten delas in i följande underarter:
- G. l. glutinosa
- G. l. lepidota

## Bildgalleri

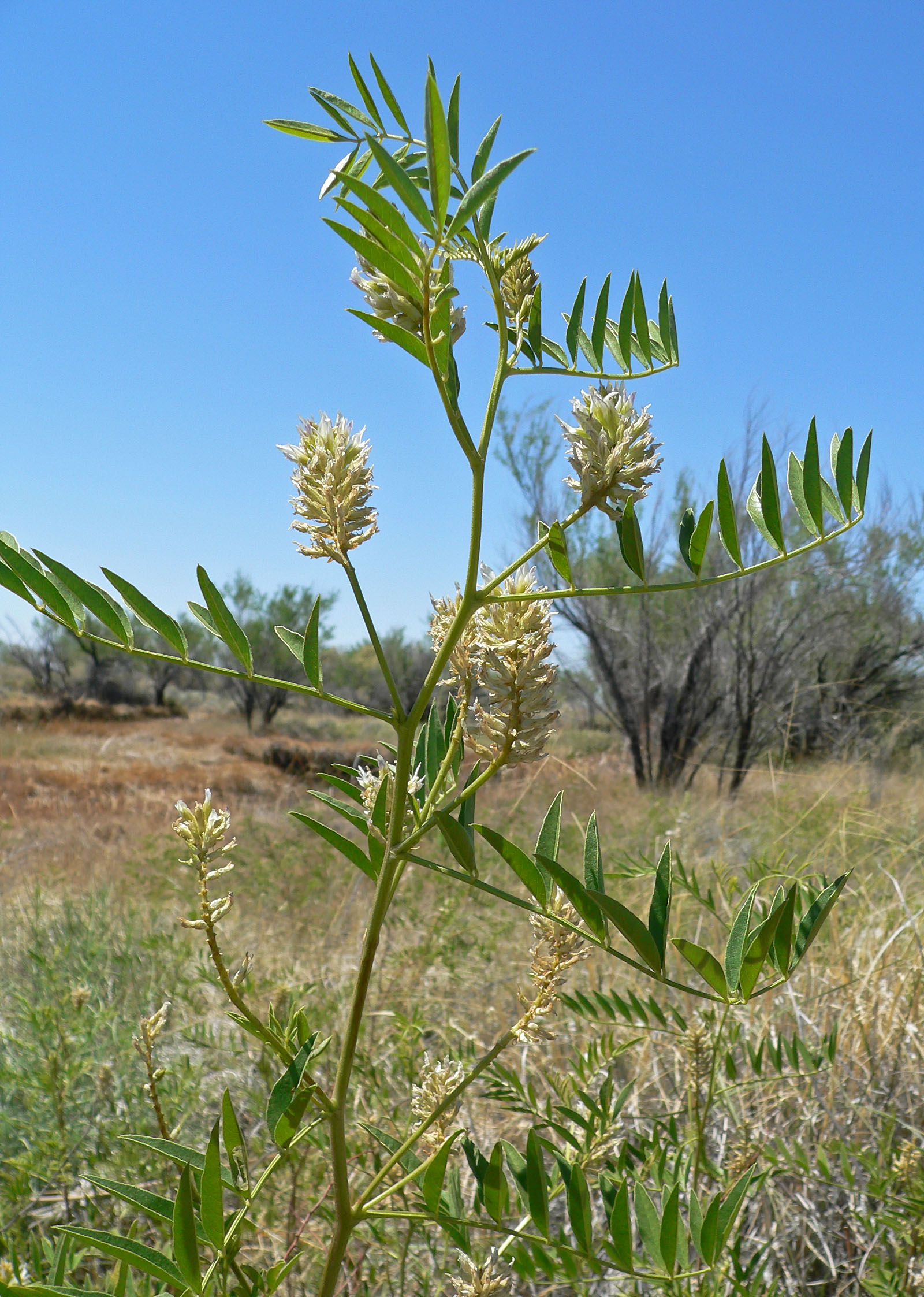
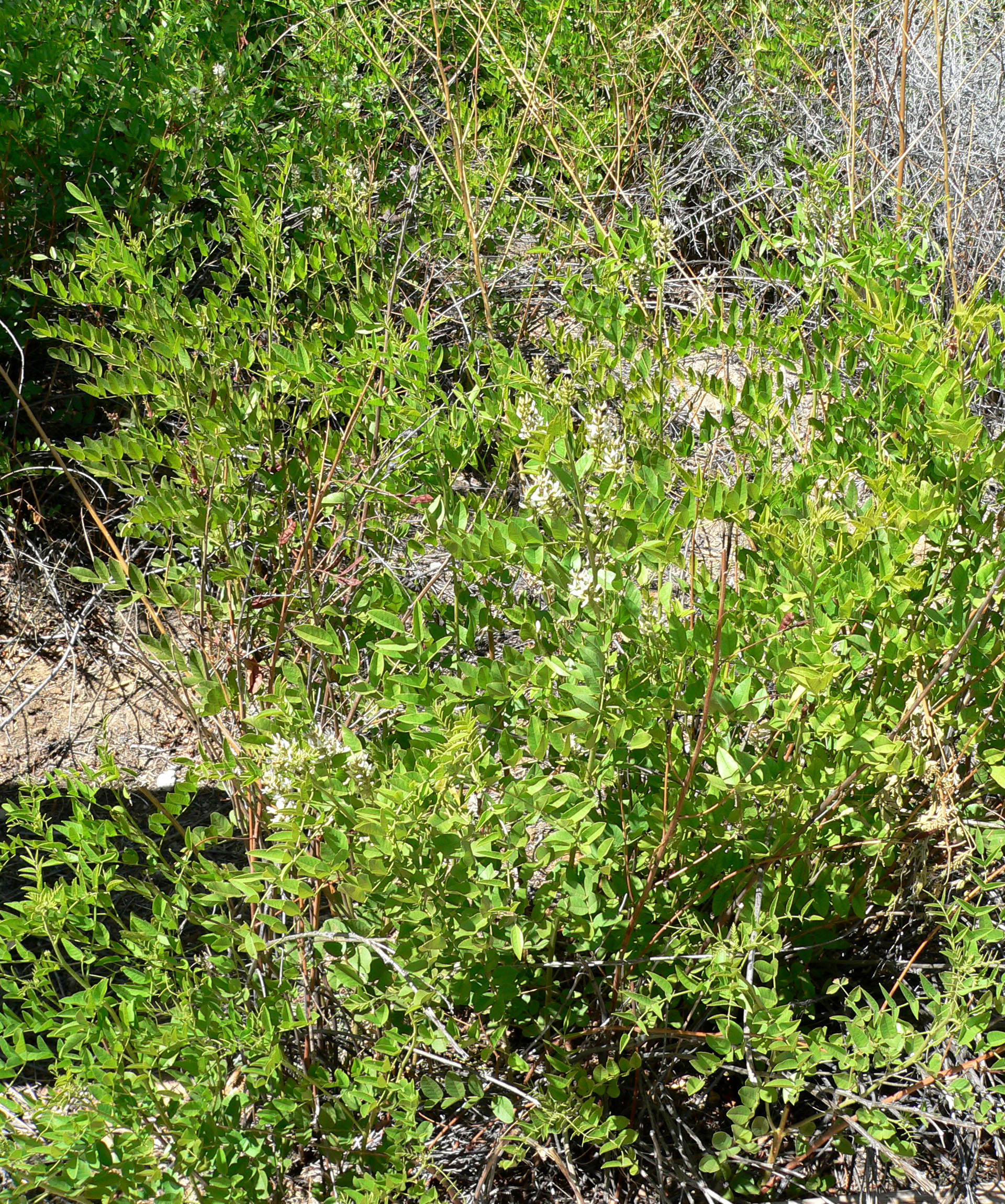
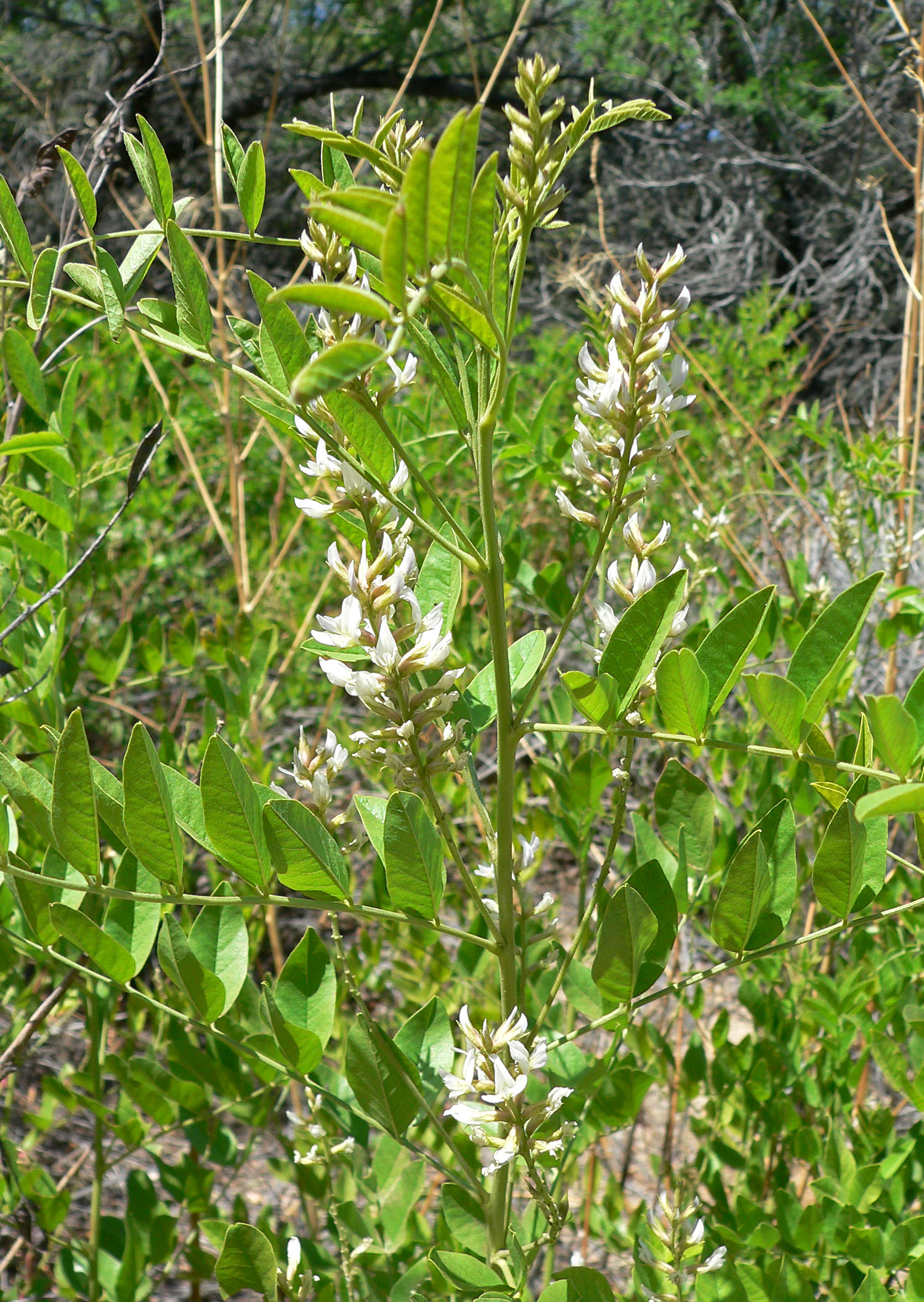
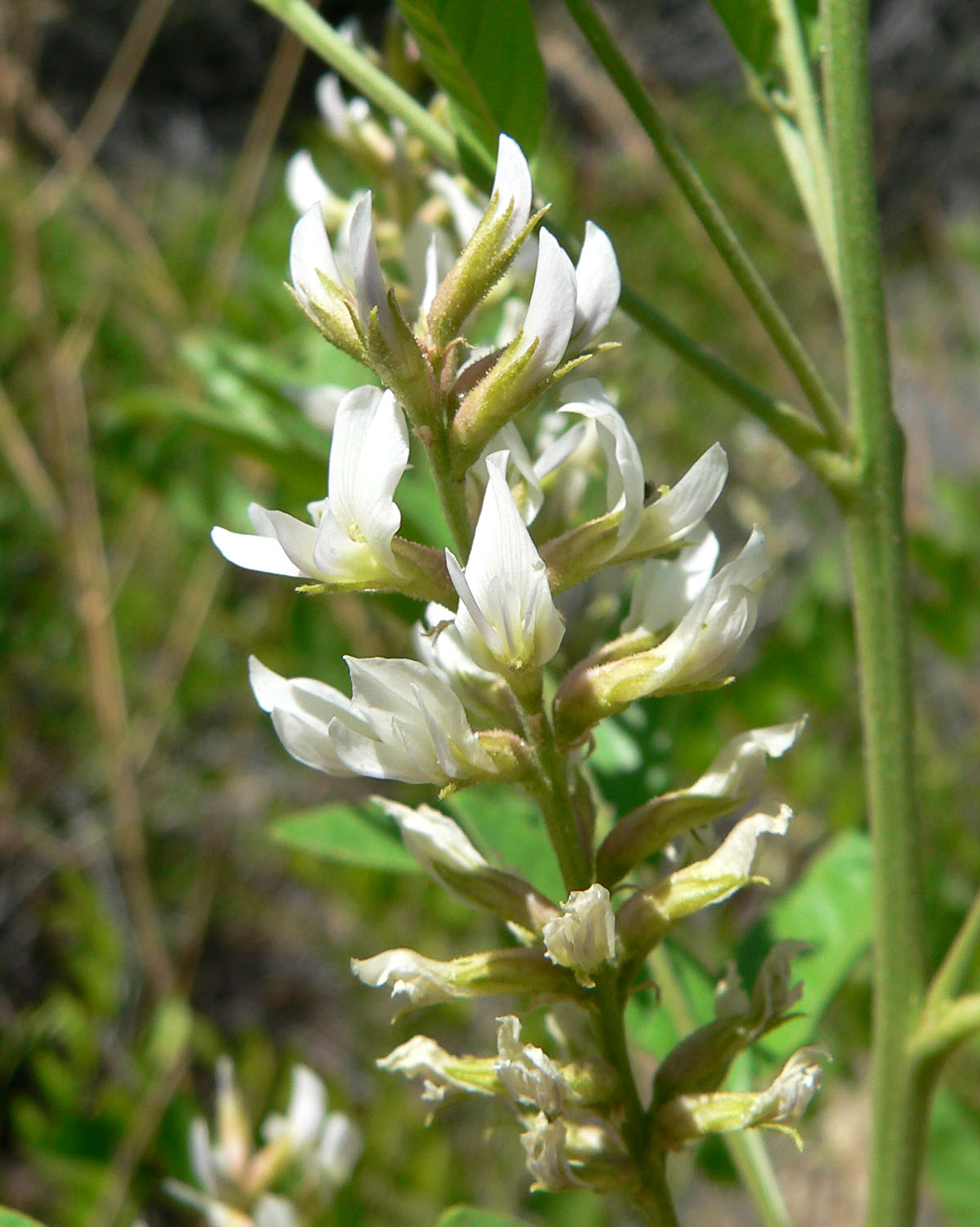
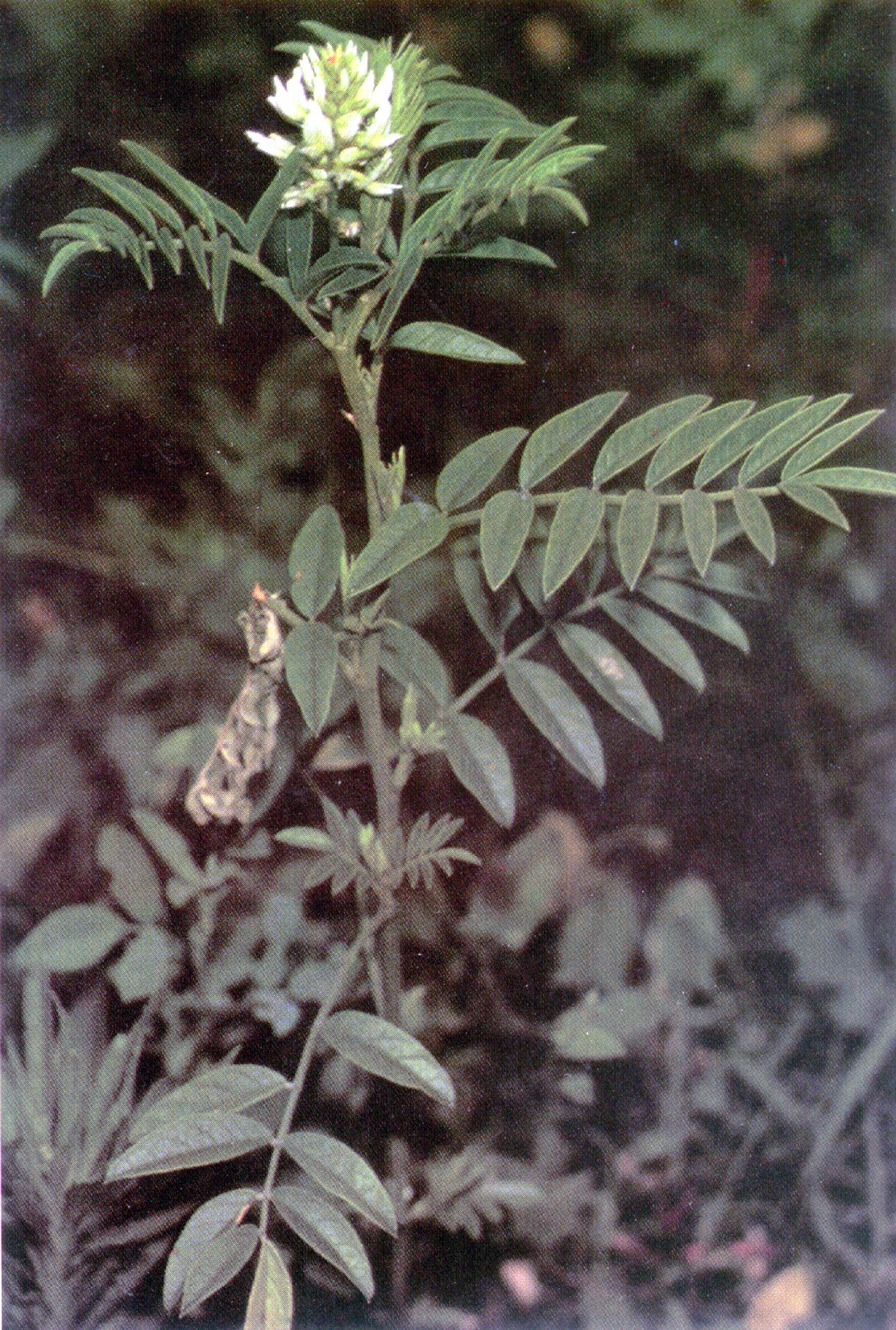
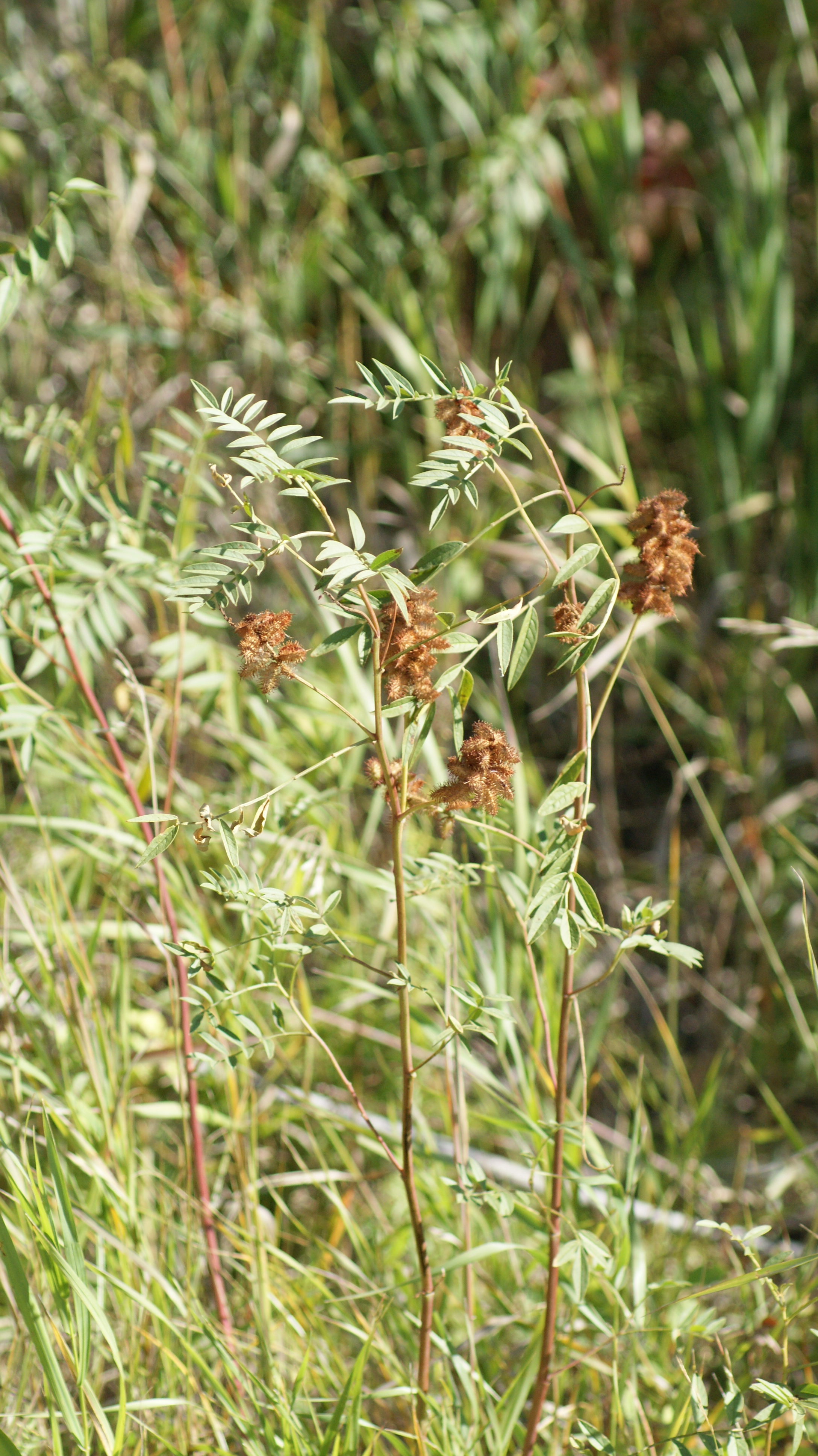